# Majin Bone
Majin Bone (マジンボーン?) es un videojuego de cartas digitales hecho por Bandai. Una serie manga se serializó en la revista Saikyo Jump de Shueisha; y una serie anime de televisión debutó el 1 de abril de 2014 en el estaciones de TX Network.

## Personajes
Shougo Ryujin/Dragon (竜神翔悟 Ryujin Shougo?)
 Seiyū: Kenn (actor de voz)
Shougo es un estudiante regular de secundaria que sigue las noticias de los sucesos extraños en toda la Tierra. La mayoría de ellos están siendo atribuidos a fenómenos meteorológicos. Durante la visita a casa de su amiga Saho, una tarde se escucha un sonido misterioso. El sonido termina siendo la voz del dragón de hueso resonando con él. Los dos se funden, y, mientras que él es reacio al principio para aceptar la responsabilidad de luchar, Shougo determina que debe luchar para proteger su vida cotidiana.
Dragon Bone
 Seiyū: Hozumi Gōda
Luke/Shark (ルーク Ruku?)
 Seiyū: Shinnosuke Tachibana
El líder implícito del grupo de guerreros de la Tierra. Él lleva el dispositivo dimensional y fue el primero en convertirse en adepto a un hueso. Lucas está dispuesto a sacrificar cualquier persona o cosa para mantener el hueso del dragón seguro. Su padre, Ian, es el director del instituto de investigación en Los Ángeles.
Antonio/Jaguar (アントニオ Antonio?)
 Seiyū: Hiroyuki Yoshino
Un exladrón que se encontró en los barrios pobres y resonó con Jaguar Bone. Antonio se convirtió en un artista y maestro de todos los oficios. Él trata de hacerse amigo de todas y cada una de las personas que conoce, pero está dispuesto a sumergirse frente a cualquier ataque que él piensa, le hará daño a sus amigos.
Tyrone/Rhino (タイロン Tairon?)
 Seiyū: Hiroki Yasumoto
Es el más viejo de 16 niños. Tyrone lucha por mantener seguros a sus 8 hermanas y 7 hermanos. Él escucha el medio ambiente con la creencia de que escuchar a los demás puede permitir que la paz y la prosperidad, más que siempre estar luchando.
Gilbert/Leo (ギルバート girubāto?)
 Seiyū: Yūko Sanpei
Con 13 años de edad, es estudiante de la universidad de América. Gilbert decidió convertirse en adepto a un hueso para que así, pudiera proteger a la Tierra. A menudo se refiere a sí mismo como "El As". Gilbert es un boxeador experto y es el primer adepto que gana un hueso de hierro.
Gregory/Wolf (?)
 Seiyū: Hiroaki Hirata
El hermano de Víctor. Él es un huérfano de guerra. Después de que el director Higashio le salvó la vida fue aceptado por su hueso. Actualmente trabaja con el consejo Nepote porque siente que la Tierra lo traicionó cuando trataron de matarlo.
Victor/Tiger (?)
 Seiyū: Akira Ishida
El hermano de Gregorio. Él es un huérfano de guerra. Después de que director Higashio le salvara la vida fue aceptado por su hueso. Actualmente trabaja con el consejo Nepote porque siente que la Tierra lo traicionó cuando trataron de matarlo.

### Consejo Neposiano
- Stolz/Phoenix
- Klude/Wyvern
- Revolt/Kerberos
- Socius/Uroboros
- Barlish/Behemoth
- Pellebrand/Leviathian
- Raquelt/Basilisk
- Carvaleo/Unicorn

### Eques Warriors (conocidos como Dark Bones)
- Liebert/Panther: Liebert is stolz/phoenix daughter
- Freyd/Bat
- Gladis/Swordfish
- Morse/Bear
- Vyse/Eagle
- Gusstos/Grizzly
- Drossas/Alligator
- Apis/Bee
- Semiria/Hawk
- Ullurra/Owl
- Ventoza/Kraken
- Corvus/Crow
- Serpence/Snake
- Griffon
- Horse
- Scorpion
- Spider
- Beetle

### Otros personajes
Saho Shimatani (島谷早穂 Shimatani Saho?)
 Seiyū: Eri Sendai
Amiga de la infancia de Shougo. En el primer episodio su casa es destruida cuando los guerreros de Nepos Angelis sienten que Dragon Bone está cerca. Ella va a vivir con la familia de Shougo y comienza a notar los cambios en su vida, pero ella siente que Shougo la está dejando atrás porque no va a compartir sus secretos con ella. Ella es una gran fan de los ovnis y todo lo que se relaciona con la vida en otros planetas.
Tomoko Ryujin (竜神智子 Ryujin Tomoko?)
 Seiyū: Minako Kotobuki
La hermana mayor de Shougo. Ella es propietaria de un restaurante y utiliza los fondos para ayudar a apoyar el dojo de su padre. Ella cree que su madre se escapó de la familia. A menudo se cierra el restaurante para que los guerreros adeptos óseos tengan un lugar privado para la conferencia, aunque ella no sabe de los secretos de cualquiera de ellos.
Kengo Ryujin (竜神健悟 Ryujin Kengo?)
 Seiyū: Kazunari Tanaka
El padre de Shougo. Él sabe que su esposa está viva y que ella está haciendo algo privado para ayudar a proteger la Tierra, pero se niega a compartir todo esto con sus hijos hasta que Shougo les dice que sabe que su madre está viva. Trabaja en un dojo local.
Kiyoko Shimatani (島谷喜代子?)
 Seiyū: Yuka Imai
La madre de Saho. Ella muchas veces no se ve, pero cuando ella se muestra, está ayudando con el trabajo del dojo o lavando la ropa para la familia después de que Kengo, le permite a ella y a Saho moverse dentro del dojo.
Momotaro (桃太郎 Momotaro?)
 Seiyū: Yuko Gibu
Es el pequeño perro de Saho. Él muchas veces se le ve ladrando. Detecta cuando los guerreros de Nepos Angelis llegan y actúa como una voz de alerta debido a un hueso adepto que no está alrededor.
Anna Christine (アンナ·クリスティー an'na kurisutī?)
 Seiyū: Ai Kobayashi
La subdirectora del laboratorio de Melbourne. Anna viene a menudo con armas para ayudar en la lucha contra los combatientes óseos una vez que están en forma ósea, pero también trata de actuar como la voz más cautelosa a la hora de atacar a lo desconocido.
Director Higashio (東尾 higashio?)
 Seiyū: Akio Ohtsuka
El Director del laboratorio de Melbourne. Fue el investigador de la cabeza ósea que rescató a Víctor y Gregorio de un país atacado salvajemente durante la guerra antes de que fueran aceptados como Wolf y Tiger. Él está borracho por lo general y cree que sus palabras pueden proporcionar cualquier esperanza.
Leonard (レナード renādo?)
 Seiyū: Shintarō Asanuma
El líder del equipo de investigación de todos los huesos para el laboratorio, tanto en Melbourne como en Australia. Toma varios viajes a Japón cada vez que nuevos datos óseos están desbloqueados para actualizar sus registros. Actualmente está trabajando con Chie Ryuujin para tratar de desbloquear la forma final del capullo y dominar los poderes ocultos de Majin Bone. Él actúa como un típico científico loco y es apodado el "científico demonio" debido a las pruebas que se le ocurren.
Ian (?)
 Seiyū: Hiroshi Yanaka
El director del laboratorio de Los Ángeles y es el padre de Luke.
Chie Ryuujin (竜神智恵?)
 Seiyū: Akemi Okamura
La madre de Shougo. Ella también es la investigadora principal para la tecnología de capullo mediante la investigación de los huesos. En una edad joven vio visiones de los atacantes del consejo Nepos Angelis cuando Shougo se hizo mayor, y ella sabía que la Tierra sería destruida si no podía llegar a la tecnología para contrarrestarlo. Chie pasa su tiempo en el espacio de trabajo en la década de capullo, que tiene que hacerse en gravedad cero. Ella no es capaz de hablar con cualquiera de su familia, en las afueras Shougo está en uno de los laboratorios, pero ella se ha comprometido a volver a estar con ellos cuando la Tierra por fin este a salvo.